# Ley de Avogadro

La ley de Avogadro (a veces denominada hipótesis de Avogadro o principio de Avogadro) o hipótesis de Avogadro-Ampère es una ley experimental de los gases que relaciona el volumen de un gas con la cantidad de sustancia del gas presente. La ley es un caso específico de la ley de los gases ideales. Una declaración moderna es:
La ley de Avogadro establece que "volúmenes iguales de todos los gases, a la misma temperatura y presión, tienen el mismo número de moléculas". Para una masa dada de un gas ideal, el volumen y la cantidad (moles) del gas son directamente proporcionales si la temperatura y la presión son constantes.
La ley lleva el nombre de Amedeo Avogadro quien, en 1812, planteó la hipótesis de que dos muestras dadas de un gas ideal, del mismo volumen y a la misma temperatura y presión, contienen el mismo número de moléculas. Como ejemplo, volúmenes iguales de hidrógeno y nitrógeno gaseosos contienen el mismo número de átomos cuando están a la misma temperatura y presión, y observan el comportamiento del gas ideal. En la práctica, los gases reales muestran pequeñas desviaciones del comportamiento ideal y la ley se cumple solo aproximadamente, pero sigue siendo una aproximación útil para los científicos.

## Definición matemática
La ley se puede escribir como:
{\displaystyle V\propto n}
o
{\displaystyle {\frac {V}{n}}=k}
donde
- V es el volumen del gas

- n es la cantidad de sustancia del gas (medida en moles)
- k es una constante para una temperatura y presión dadas

Esta ley describe cómo, en las mismas condiciones de temperatura y presión, volúmenes iguales de todos los gases contienen el mismo número de moléculas. Para comparar la misma sustancia bajo dos conjuntos diferentes de condiciones, la ley puede expresarse útilmente de la siguiente manera:
{\displaystyle {\frac {V_{1}}{n_{1}}}={\frac {V_{2}}{n_{2}}}}
La ecuación muestra que, a medida que aumenta el número de moles de gas, el volumen del gas también aumenta en proporción. De manera similar, si se reduce el número de moles de gas, el volumen también disminuye. Así, el número de moléculas o átomos en un volumen específico de gas ideal es independiente de su tamaño o de la masa molar del gas.

### Derivación de la ley de los gases ideales
La derivación de la ley de Avogadro se sigue directamente de la ley de los gases ideales, es decir
{\displaystyle PV=nRT,}
donde R es la constante de los gases, T es la temperatura Kelvin y P es la presión (en pascales).
{\displaystyle {\frac {V}{n}}={\frac {RT}{P}}.}
Compara eso con
{\displaystyle k={\frac {RT}{P}}}
que es una constante para una presión fija y una temperatura fija.
Se puede escribir una formulación equivalente de la ley de los gases ideales usando la constante de Boltzmann kB, como
{\displaystyle PV=Nk_{\text{B}}T,}
donde N es el número de partículas en el gas, y la relación de R sobre kB es igual a la constante de Avogadro.
De esta forma, para V/N es una constante, tenemos
{\displaystyle {\frac {V}{N}}=k'={\frac {k_{\text{B}}T}{P}}.}
Si T y P se toman en condiciones estándar de temperatura y presión (STP), entonces k′ = 1/n0, donde n0 es la constante de Loschmidt.

## Relato histórico e influencia
La hipótesis de Avogadro (como se la conocía originalmente) se formuló con el mismo espíritu de las leyes empíricas de los gases anteriores, como la ley de Boyle (1662), la ley de Charles (1787) y la ley de Gay-Lussac (1808). La hipótesis fue publicada por primera vez por Amadeo Avogadro en 1811, y reconcilió la teoría atómica de Dalton con la idea "incompatible" de Joseph Louis Gay-Lussac de que algunos gases estaban compuestos de diferentes sustancias fundamentales (moléculas) en proporciones enteras. En 1814, independientemente de Avogadro, André-Marie Ampère publicó la misma ley con conclusiones similares. Como Ampère era más conocido en Francia, la hipótesis generalmente se refería allí como la hipótesis de Ampère, y más tarde también como la hipótesis de Avogadro-Ampère o incluso la hipótesis de Ampère-Avogadro .
Los estudios experimentales realizados por Charles Frédéric Gerhardt y Auguste Laurent sobre química orgánica demostraron que la ley de Avogadro explicaba por qué las mismas cantidades de moléculas en un gas tienen el mismo volumen. Sin embargo, experimentos relacionados con algunas sustancias inorgánicas mostraron aparentes excepciones a la ley. Esta aparente contradicción fue finalmente resuelta por Stanislao Cannizzaro, como anunció en el Congreso de Karlsruhe en 1860, cuatro años después de la muerte de Avogadro. Explicó que estas excepciones se debían a disociaciones moleculares a ciertas temperaturas, y que la ley de Avogadro determinaba no solo las masas moleculares, sino también las masas atómicas.

### Ley de los gases ideales
Las leyes de Boyle, Charles y Gay-Lussac, junto con la ley de Avogadro, fueron combinadas por Émile Clapeyron en 1834, dando lugar a la ley de los gases ideales. A finales del siglo XIX, los desarrollos posteriores de científicos como August Krönig, Rudolf Clausius, James Clerk Maxwell y Ludwig Boltzmann, dieron sitio a la teoría cinética de los gases, una teoría microscópica de la que se puede derivar la ley de los gases ideales como una estadística, resultan del movimiento de átomos/moléculas en un gas.

### Constante de Avogadro
La ley de Avogadro proporciona una forma de calcular la cantidad de gas en un recipiente. Gracias a este descubrimiento, Johann Josef Loschmidt, en 1865, pudo por primera vez estimar el tamaño de una molécula. Su cálculo dio punto al concepto de la constante de Loschmidt, una relación entre cantidades macroscópicas y atómicas. En 1910, el experimento de la gota de aceite  de Millikan determinó la carga del electrón; usándolo con la constante de Faraday (derivada por Michael Faraday en 1834), uno puede determinar el número de partículas en un mol de sustancia. Al mismo tiempo, los experimentos de precisión de Jean-Baptiste Perrin condujeron a la definición del número de Avogadro como el número de moléculas en una molécula gramo de oxígeno. Perrin nombró el número en honor a Avogadro por su descubrimiento de la ley del mismo nombre. La estandarización posterior del Sistema Internacional de Unidades condujo a la definición moderna de la constante de Avogadro.

## Volumen molar
Tomando STP como 101.325 kPa y 273,15 K, podemos encontrar el volumen de un mol de gas:
{\displaystyle V_{\rm {m}}={\frac {V}{n}}={\frac {RT}{P}}\approx {\frac {8.314{\text{ J}}{\text{ mol}}^{-1}{\text{ K}}^{-1}\times 273.15{\text{ K}}}{101.325{\text{ kPa}}}}\approx 22.41{\text{ dm}}^{3}{\text{ mol}}^{-1}=22.41{\text{ litros/mol}}}
Para 101.325 kPa y 273,15 K, el volumen molar de un gas ideal es 22.4127 dm 3 mol −1 .